# Ramon Duran i Ferreres
Ramon Duran i Ferreres (Barcelona, 1915 - Madrid, 29 juliol 1987) va ser un actor català en actiu en les dècades dels anys 40 i 50, 60 i 70 i 80 del segle xx. Actuà al teatre Romea de Barcelona. Formà part de la Companyia Maragall.

## Trajectòria professional
- 1948. El personatge de Samson de l'obra Galatea de Josep Maria de Sagarra. Estrenada al teatre Victòria (Barcelona)
- 1949. El personatge de Pere de Rupià de l'obra L'hereu i la forastera de Josep Maria de Sagarra. Estrenada al teatre Romea de Barcelona.
- 1950. El personatge d'Hèctor de l'obra Els comediants de Josep Maria de Sagarra.
- 1951, 6 de febrer. El personatge de Senyor Papell a l'obra Bala perduda, de Lluís Elias. Estrenada al teatre Romea, de Barcelona.
- 1951, 7 de novembre. El personatge de Josep Bagunyà de l'obra El marit ve de visita de Xavier Regàs. Estrenada al teatre Romea de Barcelona.
- 1952, 15 de febrer. El personatge de Pelegrí de l'obra L'alcova vermella de Josep Maria de Sagarra. Estrenada al teatre Romea de Barcelona.
- 1952, 26 de novembre. El personatge de Brescarrossa de l'obra L'amor viu a dispesa de Josep Maria de Sagarra. Estrenada al teatre Romea de Barcelona.
- 1953, 15 de gener. La tercera vegada de Lluís Elias. Estrenada al teatre Romea de Barcelona. (En el personatge de Catassús)
- 1954. El personatge d'El doctor Enric Molins de l'obra La ferida lluminosa de Josep Maria de Sagarra. Estrenada al teatre Romea de Barcelona.
- 1956, 8 de febrer. El personatge de Vicenç de l'obra Jo seré el seu gendre de Jaume Villanova i Torreblanca, estrenada al teatre Romea per la Companyia Maragall.
- 1957, 27 de febrer. Passaport per a l'eternitat de Josep A. Tapias i Santiago Vendrell, estrenada al teatre Romea de Barcelona, en el paper Lluís.
- 1971, 14 gener. La filla del mar, d'Àngel Guimerà. Estrenada al teatre teatre Poliorama de Barcelona.
- 1983, juny. Urfaust de Goethe. Estrenada al paraninf de la Universitat de Barcelona. Direcció de Ricard Salvat.